# اروپای تحت اشغال آلمان نازی
اروپای تحت اشغال آلمان نازی اشاره دارد به کشورهای مستقل اروپایی که به‌طور کامل یا تا حدی تحت اشغال نظامی و اشغال مدنی (از جمله دولت‌های دست‌نشانده) توسط نیروهای نظامی و دولت آلمان نازی در زمان‌های مختلفی میان سال‌های ۱۹۳۹ و ۱۹۴۵، در طول جنگ جهانی دوم و نیز کمی پیش از آن بودند و به‌طور کلی توسط رژیم نازی اداره می‌شدند.
مناطق اشغالی ورماخت در اروپا شامل موارد زیر می‌شدند:
- منتهی‌الیه شرقی در شهر موزدوک در قفقاز شمالی، اتحاد جماهیر شوروی سوسیالیستی (۱۹۴۲–۱۹۴۳)
- منتهی‌الیه شمالی تا ناحیه بارنتسبورگ در سوالبار، پادشاهی نروژ
- منتهی‌الیه جنوبی در جزیره گاودوس، پادشاهی یونان
- منتهی‌الیه غربی در یوشانت، جمهوری سوم فرانسه

بیرون از اروپا نیز نیروهای آلمانی در آفریقا مناطق بزرگی را در شمال آفریقا در نبردهای مصر، لیبی، و تونس از دست بریتانیا، فرانسه و ایتالیا خارج کردند.

## پیشینه
چندین کشور تحت اشغال آلمان در آغاز جنگ جهانی دوم به عنوان متحدان بریتانیا یا اتحاد جماهیر شوروی وارد جنگ شدند. برخی، همچون چکسلواکی، پیش از آغاز جنگ ناچار به تسلیم شدند؛ برخی دیگر نیز مانند لهستان (در ۱ سپتامبر ۱۹۳۹ مورد حمله قرار گرفت) یا در جریان جنگ فتح شده و سپس اشغال شدند. در بعضی موارد، دولت‌های قانونی این کشورها به تبعید رفتند. در موارد دیگر دولت‌های در تبعید توسط شهروندان آنها در سایر کشورهای متفق تشکیل شدند. برخی از کشورهای اشغال شده توسط آلمان نازی رسماً بی‌طرف بودند. برخی دیگر نیز از اعضای پیشین نیروهای محور بودند (همچون ایتالیای فاشیستی) که در مراحل بعدی جنگ توسط نیروهای آلمانی اشغال شدند.

## کشورهای اشغالی
در اینجا فهرستی از کشورهای اشغالی در اروپا آورده شده است:
| کشور یا ناحیه اشغالی                               | حکومت (های) دست‌نشانده یا فرمانداری (های) نظامی | دوره زمانی اشغال                                       | مناطق انضمامی به آلمان | جریان (های) مقاومت   |
| -------------------------------------------------- | --- | ------------------------------------------------------ | --- | -------------------- |
| پادشاهی آلبانی                                     | پادشاهی آلبانی | ۸ سپتامبر ۱۹۴۳ – ۲۹ نوامبر ۱۹۴۴                        | هیچ | مقاومت آلبانی        |
| گرنزی آلدرنی سارک                                  | فرمانداری نظامی در فرانسه | ۳۰ ژوئن ۱۹۴۰ – ۹ مه ۱۹۴۵                               | هیچ | مقاومت در جزایر مانش |
| جرزی                                               | فرمانداری نظامی در فرانسه | ۱ ژوئیه ۱۹۴۰ – ۹ مه ۱۹۴۵                               | هیچ | مقاومت در جزایر مانش |
| جمهوری چکسلواکی جمهوری چک–اسلواک جمهوری چکسلواکی   | جمهوری اسلواکی ناحیه تحت‌الحمایه آلمان در اسلواکی | ۱ اکتبر ۱۹۳۸ – ۱۱ مه ۱۹۴۵                              | گائو بای‌روت · بوهم و موراویا · رایخس‌گائو دانوب سفلی · رایخس‌گائو دانوب علیا · رایخس‌گائو سودتنلاند                                          | مقاومت چکسلواکی      |
| دولت فدرال اتریش                                   | هیچ‌یک. اگرچه حمایت مردمی قابل توجهی در اتریش برای نوعی اتحاد مجدد با آلمان وجود داشت، انگلبرت دلفوس و جانشین وی کورت شوشنیگ می‌خواستند حداقل نوعی از استقلال را حفظ کنند. دلفوس رژیمی استبدادی را اجرا کرد که اکنون اتو فاشیسم نامیده می‌شود. این حکومت توسط شوشنیگ ادامه یافت و او بسیاری از اعضای حزب نازی اتریش و حزب سوسیال دموکرات را که هر دو طرفدار اتحاد بودند، زندانی کرد. خشونت توسط اعضای حزب نازی اتریش از جمله ترور دلفوس، همراه با پروپاگاندای آلمانی و در نهایت تهدید به حمله توسط آدولف هیتلر، سرانجام شوشنیگ را به کناره‌گیری سوق داد. با این حال، هیتلر منتظر سوگند خوردن جانشین دست‌چین‌شدهٔ وی، آرتور زایس-اینکوارت از اعضای حزب نازی اتریش، نماند و به نیروهای آلمانی دستور داد تا در سحرگاه ۱۲ مارس ۱۹۳۸ به اتریش حمله کنند. آن‌ها در اتریش با جمعیت تشویق کننده و ارتش اتریش که پیشتر دستور به عدم مداخله دریافت کرده بود روبرو شدند. | ۱۲ مارس ۱۹۳۸ – ۹ مه ۱۹۴۵                               | رایخس‌گائو کارنتن رایخس‌گائو دانوب علیا رایخس‌گائو دانوب سفلی رایخس‌گائو سالزبورگ رایخس‌گائو اشتایرمارک رایخس‌گائو تیرول-ورارل‌برگ رایخس‌گائو وین | مقاومت اتریش         |
| ایالت آزاد دانتسیگ                                 | هیچ‌یک. در ۱۹۳۹ مستقیم به انضام خاک آلمان درآمد. | ۱ سپتامبر ۱۹۳۹ – ۹ مه ۱۹۴۵                             | رایخس‌گائو دانتسیگ-پروس باختری | مقاومت دانزیگ        |
| جمهوری فرانسه فرانسه آزاد حکومت موقت جمهوری فرانسه | فرانسه ویشی فرمانداری نظامی در بلژیک و شمال فرانسه فرمانداری نظامی در فرانسه رایخس‌کومیساریات بلژیک و شمال فرانسه | ۱۰ مه ۱۹۴۰ – ۹ مه ۱۹۴۵                                 | گائو بادن · گائو وست‌مارک · رایخس‌گائو والونین                                                                                              | مقاومت فرانسه        |
| لوکزامبورگ                                         | فرمانداری نظامی لوکزامبورگ منطقه فرمانداری مدنی لوکزامبورگ | ۱۰ مه ۱۹۴۰ – فوریه ۱۹۴۵                                | گائو موزل‌لاند | مقاومت لوکزامبورگ    |
| جزیره‌های ایتالیایی ایگن                            | جزیره‌های ایتالیایی ایگن | ۸ سپتامبر ۱۹۴۳ – ۸ مه ۱۹۴۵                             | هیچ‌یک. |                      |
| بلژیک                                              | فرمانداری نظامی در بلژیک و شمال فرانسه رایخس‌کومیساریات بلژیک و شمال فرانسه | ۱۰ مه ۱۹۴۰ – ۴ فوریه ۱۹۴۵                              | گائو کلن-آخن رایخس‌گائو والونین | مقاومت بلژیک         |
| دانمارک                                            | دولت تحت‌الحمایه | ۹ آوریل ۱۹۴۰ – ۵ مه ۱۹۴۵                               | هیچ‌یک | جنبش مقاومت دانمارک  |
| پادشاهی یونان                                      | فرمانداری نظامی در یونان - دولت یونان | ۶ آوریل ۱۹۴۱ – ۸ مه ۱۹۴۵                               | هیچ‌یک | مقاومت یونان         |
| پادشاهی مجارستان                                   | پادشاهی مجارستان - حکومت وحدت ملی | ۱۹ مارس ۱۹۴۴ – مه ۱۹۴۵                                 | هیچ‌یک | مقاومت مجارستان      |
| پادشاهی ایتالیا                                    | جمهوری اجتماعی ایتالیا - ناحیه عملیاتی کرانه آدریاتیک - ناحیه عملیاتی کوهپایه‌های آلپ | ۸ سپتامبر ۱۹۴۳ – ۲ مه ۱۹۴۵                             | هیچ‌یک | جنبش مقاومت ایتالیا  |
| نروژ                                               | رایخس‌کومیساریات نروژ - حکومت ملی | ۹ آوریل ۱۹۴۰ – ۸ مه ۱۹۴۵                               | هیچ‌یک | جنبش مقاومت نروژ     |
| هلند                                               | رایخس‌کومیساریات هلند | ۱۰ مه ۱۹۴۰ – ۲۰ مه ۱۹۴۵                                | هیچ‌یک | جنبش مقاومت هلند     |
| پادشاهی یوگسلاوی                                   | پادشاهی یوگسلاوی ناحیه اشغالی توسط آلمان مونتنگرو دولت مستقل کرواسی - ناحیه تحت نفوذ آلمان دولت مستقل مقدونیه | ۶ آوریل ۱۹۴۱ – ۱۵ مه ۱۹۴۵                              | رایخس‌گائو کارنتن رایخس‌گائو اشتایرمارک | جنبش مقاومت یوگسلاوی |
| موناکو                                             | هیچ‌یک | ۸ سپتامبر ۱۹۴۳ – ۳ سپتامبر ۱۹۴۴                        | هیچ‌یک |                      |
| فنلاند                                             | هیچ‌یک | ۱۵ سپتامبر ۱۹۴۴ – ۲۵ آوریل ۱۹۴۵                        | هیچ‌یک | جنبش مقاومت فنلاند   |
| جمهوری لیتوانی حکومت موقت لیتوانی                  | رایخس‌کومیساریات شرق | ۲۲ مارس ۱۹۳۹ – ۲۱ ژوئیه ۱۹۴۰ ۲۳ ژوئن ۱۹۴۱ – ۵ اوت ۱۹۴۱ | گائو پروس خاوری | جنبش مقاومت لیتوانی  |
| جمهوری لهستان                                      | فرمانداری نظامی در لهستان فرمانداری دولت عمومی رایخس‌کومیساریات شرق رایخس‌کومیساریات اوکراین | ۱ سپتامبر ۱۹۳۹ – ۹ مه ۱۹۴۵                             | منطقه بیاویستوک گائو پروس خاوری گائو سیلسیای علیا دولت عمومی رایخس‌گائو دانتسیگ-پروس باختری رایخس‌گائو وارته‌لاند                            | جنبش مقاومت لهستان   |
| سان مارینو                                         | هیچ‌یک | ۱۷ سپتامبر ۱۹۴۴ – ۲۰ سپتامبر ۱۹۴۴                      | هیچ‌یک |                      |
| قلمرو فرمانداری نظامی در صربستان                   | حکومت کمیسیونر حکومت نجات ملی | ۳۰ آوریل ۱۹۴۱ – ژانویه ۱۹۴۵                            | هیچ‌یک | Serbian resistance   |
| جمهوری اسلواکی                                     | ناحیه تحت‌الحمایه آلمان در اسلواکی | ۲۳ مارس ۱۹۳۹ – مه ۱۹۴۵                                 | هیچ‌یک | خیزش ملی اسلواکی     |
| قلمرو حوضه زار                                     | هیچ‌یک. در جریان رفراندومی در ۱۹۳۵، بیش از ۹۰ درصد ساکنان از وحدت با آلمان پشتیبانی کردند. | ۱ مارس ۱۹۳۵ – آوریل ۱۹۴۵                               | گائو پالاتینیت-زار گائو زار-پالاتینیت گائو وست‌مارک                                                                                        | مقاومت آلمان         |
| حکومت ملی اوکراین                                  | رایخس‌کومیساریات اوکراین | ۳۰ ژوئن ۱۹۴۱ – سپتامبر ۱۹۴۱                            | دولت عمومی | مقاومت اوکراین       |
| اتحاد جماهیر شوروی سوسیالیستی                      | فرمانداری نظامی در اتحاد شوروی - جمهوری لوکوت رایخس‌کومیساریات شرق رایخس‌کومیساریات اوکراین | ۲۲ ژوئن ۱۹۴۱ – ۱۰ مه ۱۹۴۵                              | بتزیرک بیاویستوک دولت عمومی | مقاومت شوروی         |